# Rivières-le-Bois
Rivière-le-Bois ist eine französische Gemeinde mit 69 Einwohnern (Stand: 1. Januar 2022) im Département Haute-Marne in der Region Grand Est. Sie gehört zum Arrondissement Langres und zum Kanton Chalindrey.

## Lage
Die Gemeinde Rivières-le-Bois liegt am Flüsschen Resaigne, etwa 20 Kilometer südöstlich von Langres. Sie ist umgeben von folgenden Nachbargemeinden:
| Heuilley-le-Grand     | Violot                                      | Les Loges      |
| Saint-Broingt-le-Bois | Kompassrose, die auf Nachbargemeinden zeigt | Champsevraine  |
|                       | Grandchamp                                  | Coublanc Maâtz |

## Bevölkerungsentwicklung
| Jahr                       | 1962 | 1968 | 1975 | 1982 | 1990 | 1999 | 2008 | 2018 |
| -------------------------- | ---- | ---- | ---- | ---- | ---- | ---- | ---- | ---- |
| Einwohner                  | 132  | 116  | 110  | 92   | 82   | 74   | 66   | 71   |
| Quellen: Cassini und INSEE |      |      |      |      |      |      |      |      |

## Sehenswürdigkeiten
- Kirche Nativité-de-la-Vierge, Kapelle seit 1925 in Teilen als Monument historique eingeschrieben